# دونم
الدَّوْنَمُ، جمعها دَوَانِم، (بالتركية العثمانية: دونم) وحدة قياس لمساحة الأرض، استعملت في الدولة العثمانية لأول مرة ولا تزال قيد الاستخدام في العديد من المناطق التي حكمها العثمانيون سابقا، على الرغم من إعادة تعريف الدونم الجديد أو المتري على أنه ديكار واحد بالضبط (1000 متر مربع، أي 1/10 هكتار (1/10×) 10000 متر مربع)، مثل ستريما الملكي اليوناني الحديث. يستعمل الدونم اليوم في الدول التي كانت ضمن الدولة العثمانية سابق، ولكن مساحة هذه الوحدة تختلف من مكان إلى آخر، فمثلا:
- في شمال قبرص: الدونم يعادل 14400 قدم مربع أو 2337.8 متر مربع.
- في العراق: الدونم يعادل 2500 متر مربع.[3]
- في بلاد الشام (سوريا وفلسطين ولبنان والأردن): الدونم يعادل 1000 متر مربع، ومن المهم للتذكير أن الدونم كان يعادل 919.3 مترا مربعا قبل انهيار الدولة العثمانية، وبعد انهيارها تقرر تغيير قياس الدونم إلى 1000 متر مربع بدلا من المقاس الأخير في عهد الانتداب البريطاني.
- ليبيا وأيضًا بعض جمهوريات يوغسلافيا السابقة.
- في بعض القرى السورية يعادل الدونم حوالي 900 مترا.

## تحويلات
الدونم المتري يعادل:
- 1000 متر مربع (م2)
- 0.1 هكتار
- 1 ديكار
- 0.247 فدان (acres)
- 10763.91 قدم مربع (ق2)
- 0.000386 ميل مربع
- 1195.98627 ياردة مربعة